# Заяханов, Михаил Егорович
Михаил Егорович Заяханов ― российский учёный в области строительных материалов, автомобильных дорог и деревообработки, доктор технических наук, профессор.

## Биография
Родился в 1949 году в улусе Дулан Кабанского района Бурятской АССР. Окончил Восточно-Сибирский технологический институт в 1971 году.
Получив диплом инженера-строителя, остался в родном институте на преподавательской и научной работе. Защитил кандидатскую диссертацию и стал доцентом в 1985 году.
В 2005 году защитил докторскую диссертацию и получил степень доктора технических наук. В 2006 году избран профессором ВСГТУ.
Заведует кафедрой «Производство строительных материалов и изделий» Восточно-Сибирского государственного технологического университета. Является известным специалистом в области строительного материаловедения, производства и применения строительных материалов, изделий и конструкций.
В университете преподает дисциплины, связанные с производством и использованием строительных материалов. По его инициативе при ВСГТУ создан экспертно-испытательный центр по контролю качества строительных материалов, изделий, конструкций и работ в Бурятии.
Написал около 100 научных трудов, в том числе монографии. В 1999 году ему было присвоено почетное звание «Заслуженный строитель Республики Бурятия». Является членом научно-технического совета Министерства строительства и модернизации жилищно-коммунального комплекса Республики Бурятии, членом Ассоциации ученых и специалистов в области строительного материаловедения.

## Награды и звания
- Доктор технических наук
- Профессор
- Медаль имени В. Лейбница